# Maliuteanka, Kiev-Sveatoșîn
Maliuteanka (în ucraineană Малютянка) este localitatea de reședință a comunei Maliuteanka din raionul Kiev-Sveatoșîn, regiunea Kiev, Ucraina.

## Demografie
Componența lingvistică a localității Maliuteanka
     Ucraineană (95,1%)
     Rusă (4,58%)
     Alte limbi (0,08%)
Conform recensământului din 2001, majoritatea populației localității Maliuteanka era vorbitoare de ucraineană (95,1%), existând în minoritate și vorbitori de rusă (4,58%).